# 나연
나연(본명: 임나연, 본명 한자: 林娜璉, 1995년 9월 22일~)은 대한민국의 가수이며, 9인조 걸 그룹 트와이스의 멤버이다.
2022년, 나연은 데뷔 EP 음반 IM NAYEON을 냈고 미국 빌보드 200에서 최고순위 7위를 기록하면서 차트 톱 10에 진입한 대한민국 최초의 솔로 가수가 되었다.

## 학력
- 서울명원초등학교 (졸업)
- 성덕여자중학교 (졸업)
- 압구정고등학교 (졸업)
- 건국대학교 영상영화학과 (휴학)

## 생애

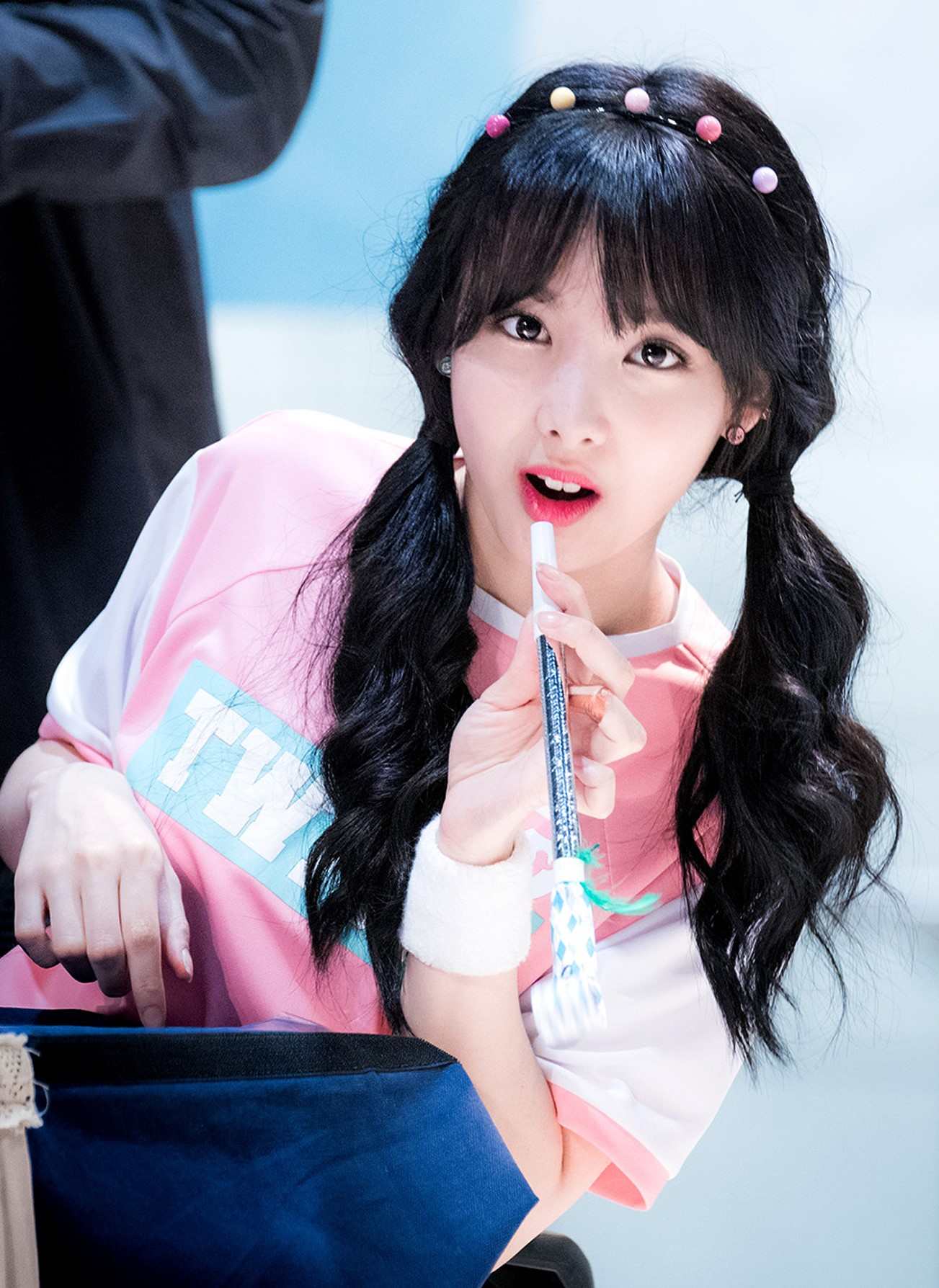
2016년 팬미팅에서의 나연

나연은 1995년 9월 22일 대한민국 서울특별시 강동구 상일동에서 태어났다. JYP 엔터테인먼트에서 5년간 연습생 생활을 한 뒤, SIXTEEN에서 최종 데뷔조에 선정되며, 2015년 10월 20일 걸그룹 트와이스의 9명의 멤버 중 한 명으로 데뷔했다. 현재 건국대학교 영상영화학과 휴학 중이다.

## 활동

### 텔레비전 프로그램
- 2020년 《라디오스타》 - 게스트
- 2020년 《놀라운 토요일》 - 게스트
- 2020년 《개는 훌륭하다》 - 게스트
- 2020년 《런닝맨》 - 게스트
- 2019년 《런닝맨》 - 게스트
- 2019년 《아이돌룸》 - 게스트
- 2019년 《아는 형님》 - 게스트
- 2019년 《놀라운 토요일》 - 게스트
- 2018년 《아는 형님》 - 게스트
- 2017년 《아는 형님》 - 게스트
- 2017년 《로스트 타임》 - 게스트
- 2016년 《트와이스의 우아한 사생활》 - 게스트
- 2016년 《아는 형님》 - 게스트
- 2016년 《오 마이 갓 팁》 - 게스트
- 2016년 《미스터리 음악쇼 복면가왕》 - 판정단
- 2015년 Mnet 《SIXTEEN》 - 참가자

### 웹예능
- 2025년 《핑계고》- 게스트

### 뮤직비디오
- 산이 - 가면 안돼 (2011년)
- GOT7 - Girls Girls Girls (2014년)
- Jun.K - No Love (2014년)
- Jun.K - 결혼식 (2016년)

### 광고
- 2011년 닌텐도 Wii 저스트 댄스2 (With 정연)
- 2011년 유한킴벌리 티엔
- 2011년 스마트교복
- 2012년 칸앤문 깔맞춤 스마트교복[12]

## 수상 목록

### 가요 프로그램 1위
| 연도         | 수상 내역 (총 7회) |
| ------------ | --- |
| 2022년 (5회) | - POP! (총 5회) - 7월 10일 SBS 《SBS 인기가요》 1위 - 7월 14일 Mnet 《엠카운트다운》 1위 - 7월 16일 MBC 《쇼! 음악중심》 1위 - 7월 24일 SBS 《SBS 인기가요》 1위 (통산 2주) - 8월 7일 SBS 《SBS 인기가요》 1위 (트리플 크라운) |
| 2024년 (2회) | - ABCD (총 2회) - 6월 19일 MBC M 《쇼 챔피언》 챔피언 송 - 6월 21일 KBS2 《뮤직뱅크》 K-Chart 1위 |

## 기타 시상식
- 2022년 엠넷 아시안 뮤직 어워즈 베스트 피메일 아티스트상
- 2023년 써클차트 뮤직 어워즈 올해의 여자 솔로 가수상

### 내용주
1. ↑  정식 발매된 앨범에서 편지글(Thanks to) 시작 부분에 '하나님'이라 언급한다.

### 참조주
1. ↑  “트와이스 TV2 EP.5”. 네이버 V앱. 2015년 11월 20일. 2016년 8월 10일에 원본 문서에서 보존된 문서. 2016년 8월 8일에 확인함.
2. ↑  (아이돌 가수 대한민국 보이그룹 이븐의 멤버)
3. ↑  (사촌|고촌사촌남동생]]이자 아이돌 가수인 대한민국 보이그룹 이븐의 멤버 인 지윤서의 어머니이다.)
4. ↑  (아이돌 가수 대한민국 보이그룹 이븐의 멤버인 지윤서의 아버지이다.)
5. ↑  “JYP, '7년 이하 계약' 등 명시한 공정위 표준전속계약서 사용”. 노컷뉴스. 2009년 11월 26일.
6. ↑  “"진실·성실·겸손"…박진영이 밝힌 JYP 가수 3대 조건”. 마이데일리. 2015년 6월 17일.
7. ↑  “JYP NATION 박진영, "JYP 가수들 외모는 뭐... 마음이 예뻐서 좋다"”. 조선비즈. 2014년 8월 10일.
8. ↑  “트와이스 한자”. 《Weibo》 (중국어). 2015년 7월 8일.
9. ↑  “트와이스 TV2 EP.5”. 네이버 V앱. 2015년 11월 20일. 2016년 8월 10일에 원본 문서에서 보존된 문서. 2016년 5월 4일에 확인함.
10. ↑  “트와이스 멤버들이 고백한 연습생 기간”. 중앙일보. 2016.12.13.
11. ↑  “소나무 나현-트와이스 나연, 대학 과 동기 친목 셀카 공개 “넘나 귀여운 것””. 한국경제tv. 2016년 7월 4일.
12. ↑  “유튜브 칸앤문 깔맞춤”.